# Régi városháza (Wrocław)
A wrocławi Régi városháza (lengyelül: Stary Ratusz, németül: Breslauer Rathaus) a város Piacterének (rynek) közepét elfoglaló háztömb déli oldalán álló műemlék épület. A 13. századból származó gótikus városháza a város egyik fő nevezetessége.
A Régi városháza hosszú története tükrözi a városban a kezdeti építése óta lezajlott fejlődést. A városháza ma is Wrocław városát szolgálja, és polgári és kulturális eseményekre, például a nagytermében tartott koncertekre használják. A történelmi épületben található a Polgári Művészeti Múzeum (Muzeum Sztuki Mieszczańskiej). A pincékben ma is működik a Piwnica Świdnicka, eredeti nevén Schweidnitzer Keller étterem söröző, amely 1275 óta működik itt, ezzel Európa egyik legrégebbi vendéglátóhelyének számít. A ma is használt Új városháza tőle nem messze, a Piactér közepének keleti oldalát foglalja el.

## Története

### A középkorban és az újkorban
A városháza első dokumentált említése egy 1299-ből származó bérleti számlából származik. A történeti forrás szerint ezt az első épületet Consistoriumnak (latinul „gyülekezési hely”) nevezték, és egy földszintből, egy pincéből és egy tetővel ellátott csarnokból, valamint egy szomszédos nyugati toronyból állt. Ezek a helyiségek alkotják tehát a városháza legrégebbi részét. Ebben az időben azonban az épületet nem közigazgatási központként, hanem elsősorban kereskedelmi célokra használták. A 16. századig számos szerkezeti bővítést és átalakítást végeztek a kor igényeinek megfelelően. Az épületet például 1328 és 1333 között kibővítették; második emeletet kapott, amelyben a városi tanács helyiségei kaptak helyet. A földszintet 1343 és 1357 között egy tárgyalóteremmel toldották meg. A nyugati tornyot is megemelték és kibővítették. Ezáltal az épület a város fontos bírósági és közigazgatási központjává vált.
Az épület legnagyobb átalakítására 1470 és 1480 között került sor; az épület méretét csaknem megduplázták, és késő gótikus stílusban tervezett homlokzatot kapott. Ezenkívül gazdagon díszített padlózatot fektettek le, új erkélyeket építettek be, és az északi és nyugati szárnyat új, díszes nyeregtetőkkel látták el. 1510-ben a Nagyterem belsejét újravakolták és díszes festményekkel díszítették. Egy új, nagyobb kincstárat is építettek. A 17. és 18. században magán az épületen alig változtattak valamit.

### A 19. századtól a második világháborúig
A 19. század elején az épület már nem felelt meg a modern közigazgatás követelményeinek, az elöregedő épület túl kicsi lett a hivatalok számára. Annak érdekében, hogy helyet teremtsenek a kiterjedt átalakítási munkálatokhoz, a bíróság kezdetben egy különálló épületbe költözött. A tanács épületét aztán 1808-tól kezdve alaposan felújították és korszerűsítették. Új külső díszítést kapott gótikus stílusban. 1860 és 1863 között Friedrich August Stüler tervei alapján a Leinwandhaus helyén, a meglévő városháza mellett felépült egy neogótikus bővítmény, az Új városháza. Az újonnan épült városháza épületében a főpolgármester reprezentációs helyiségei és a városi tanács üléstermei kaptak helyet. Az új épület megnyitása után a történelmi városházát Carl Johann Bogislaw Lüdecke vezetésével 1865-ben felújították. Eltávolíttatták a később beépített válaszfalakat, és az északi oldalon új lépcsőházat építtek. A 20. század elején a városházát átalakították, mert fokozatosan elvesztette közigazgatási funkcióját; azóta városi múzeumként működik.
A második világháború utolsó napjaiban a várost érő súlyos károkhoz képest viszonyítva a városháza mindössze közepesen sérült meg: mindenekelőtt az első emelet boltozatát törte át egy légibomba, amely szerencsére nem robbant fel, viszont a tetőszerkezet jelentős károkat szenvedett.

### Lengyel fennhatóság alatt
A potsdami egyezményt követően a város a Lengyel Népköztársaság része lett, és a még el nem menekült németeket kitelepítették, a helyükre a Szovjetunió által elfoglalt lengyel földek lakói költöztek be. 1949 és 1953 között a városházát Marcin Bukowski irányításával teljesen felújították: a keleti homlokzatról levették a vakolatot és újravakolták. A keleti oldalsó és a két nyugati nyeregtetőt is átalakították, ez utóbbit jelentős mértékben, eredeti formájukat rekonstruálva. A déli homlokzatot egy nagyon vastag vakolatréteggel vakolták újra, amely a sarokcsipkék homlokzata elé nyúlik. A Lüdecke restaurálásából származó sérült szarufakeretezést 1972 és 1973 között új, acélkeretes szarufakeretre cserélték. Az 1980-as évek végén a városháza homlokzatát felújították, beleértve a faragott szobrászati részletek megtisztítását is. Az épület viszonylag jó állapota ellenére a 21. század elején a homlokzatokat ismét felújították, pótolva a második világháborúból megmaradt veszteségeket, és sárga színt adva a főgádornak, valamint rozsdavörös színt a déli homlokzatnak, ahol a korábbi vakolatot vékonyabbra cserélték. A tornyon lévő városi címer polikrómját is restaurálták a kutatások alapján.
A történelmi épületben található a Polgári Művészeti Múzeum (Muzeum Sztuki Mieszczańskiej). A pincékben ma is működik a Schweidnitzer Keller söröző, amely több mint 700 éve (kb. 1275-től) létezik.

## Építészeti jellemzői

### Az épület külseje
A wroclawi városháza Lengyelország és Európa egyik legszebben megőrzött gótikus stílusú épülete.
A Régi városháza óráját 1362-ben említik először. A forrásban Petzold rézműves vállalkozik arra, hogy élete végéig karbantartja a nagy méretű városi órát. A Swelbel mester és Oppau város képviselői által 1368-ban kötött szerződésben már említik a városháza elkészült toronyóráját. A városban található rézművesműhelyt először 1363-ban említik.
A gazdagon díszített keleti homlokzatot egy 1580-ból származó csillagászati órával számos, a városról szóló kiadványban ábrázolják. Mérműves díszítései és fiáléi 1500 körülből származnak, míg a délkeleti sarokban lévő erkélyes ablakot 1476 és 1488 között a görlitzi Briccius Gauske készítette. A déli homlokzat több ilyen erkélye a 15. század második feléből származik. Szobrai a középkori városi élet jeleneteit ábrázolják. Az épület nyugati részébe beépített reneszánsz stílusú 66 méter magas városháza tornya 1588 és 1595 között épült. 1898 és 1892 között a városháza további figurákat kapott Oskar Rassau szobrászművész műhelyéből, köztük a déli homlokzaton lévő városi jegyzőt, akit Gustav Dickhuthról, Breslau díszpolgáráról mintáztak. 

### Az épület belseje

#### Bürgerhalle
A városháza földszintjén található legnagyobb helyiség a Bürgerhalle (Polgárok terme). Eredetileg a polgárok gyülekezőhelyeként használták. A városháza 14. századi szerkezeti bővítését követően a polgárok új helyiséget kaptak, és a városháza belseje immár üzleti és bankett-teremként szolgált. A kétszintes termet oszlopokon nyugvó árkádos boltívek szegélyezik. A kereszt- és dongaboltozat 1616-ból származik. 

#### Fürstensaal
A Fürstensaal (Hercegi csarnok) 1343 és 1347 között épült, majd csaknem ötven évvel később, 1450 és 1460 között új keresztboltozatot kapott. A termet eredetileg a sziléziai birtokosok használták, innen ered a Fürstensaal elnevezés. A sziléziai birtokosok 1741. november 7-én itt köszöntötték és tettek hűségesküt a várost elfoglaló II. Nagy Frigyes porosz királynak. 

#### Gerichtssaal
A Gerichtssaal (tárgyalóterem) közvetlenül a Bürgerhalle mellett található. A városháza 14. századi bővítésekor jött létre. A gerendás mennyezetet, amelyet egy csillagboltozatos pillér támaszt alá, 1456-ban helyezték el. 

## Galéria

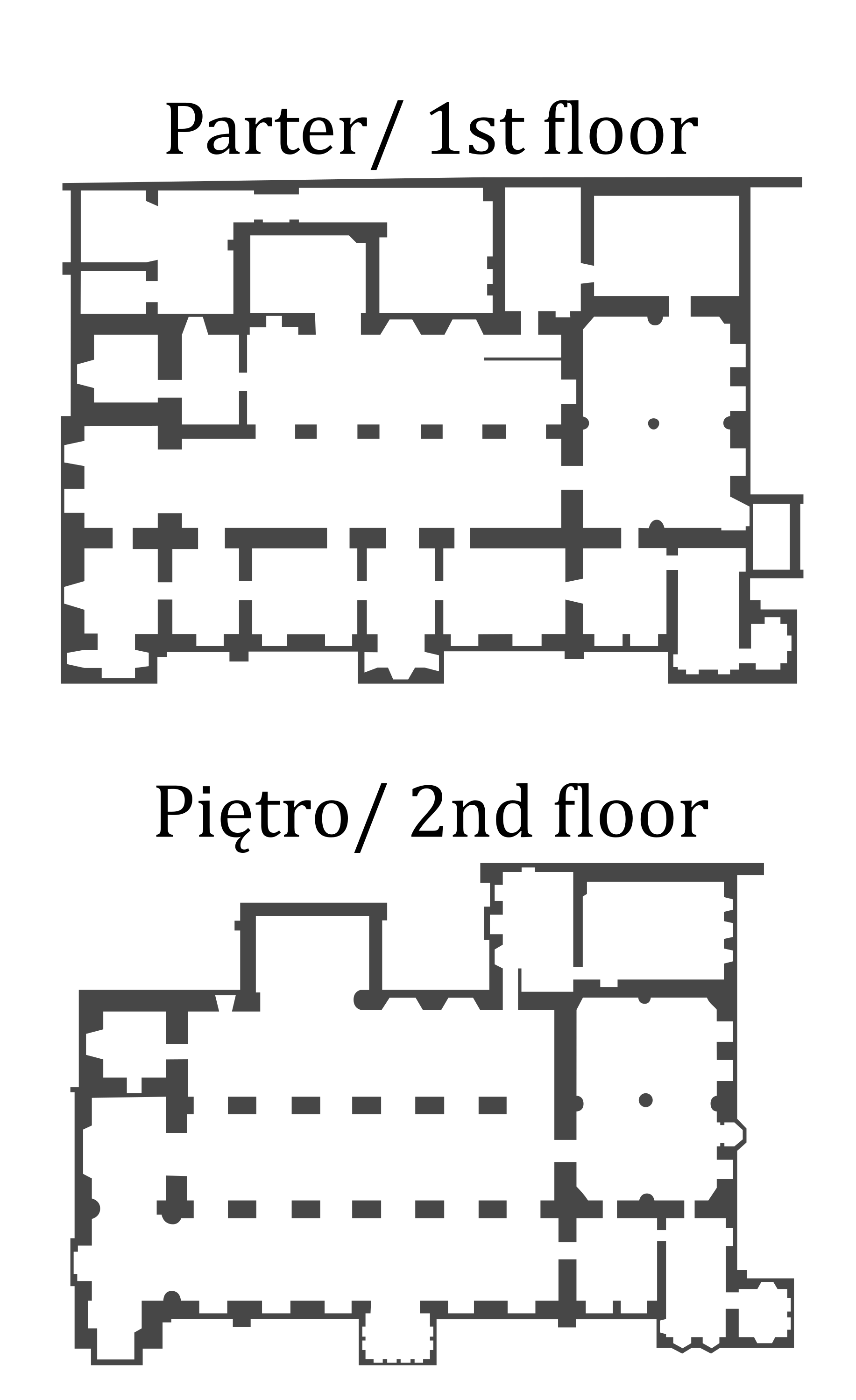
Az épület alaprajza
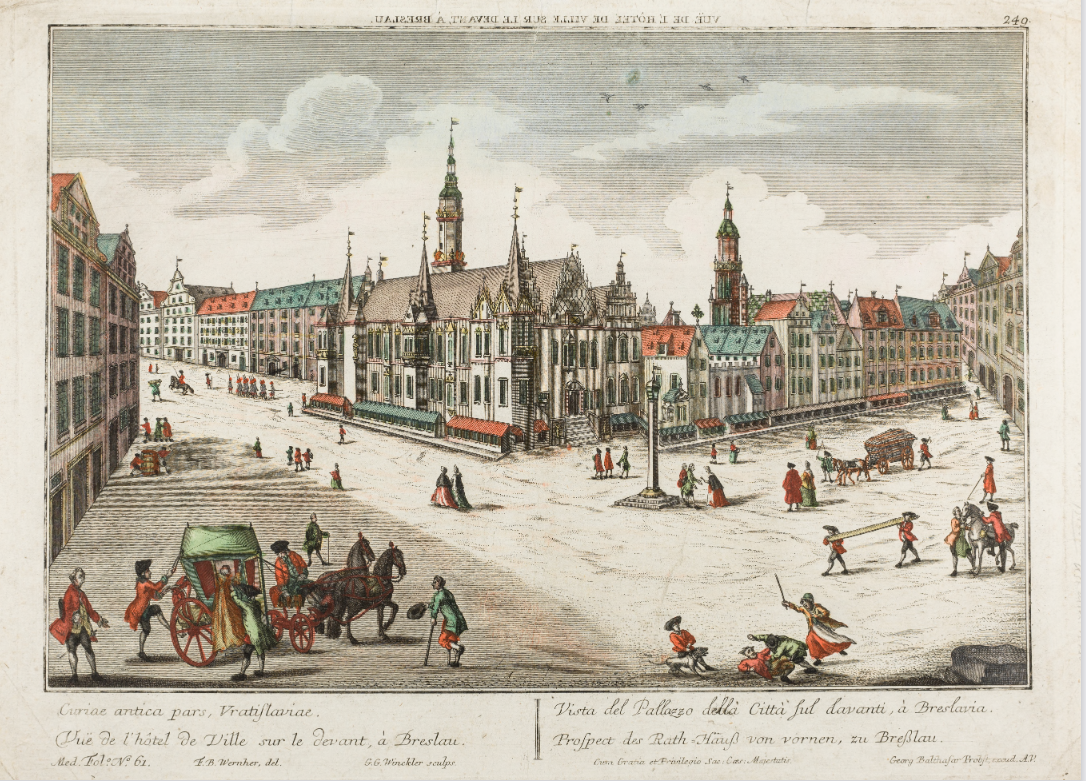
Breslau piactere 1760-ban
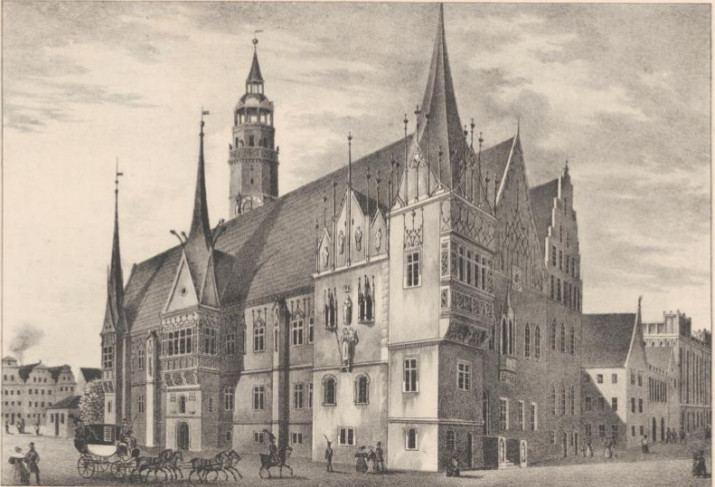
Heinrich Wilhelm Teichgräber litográfiája a városházáról 1839-ből.
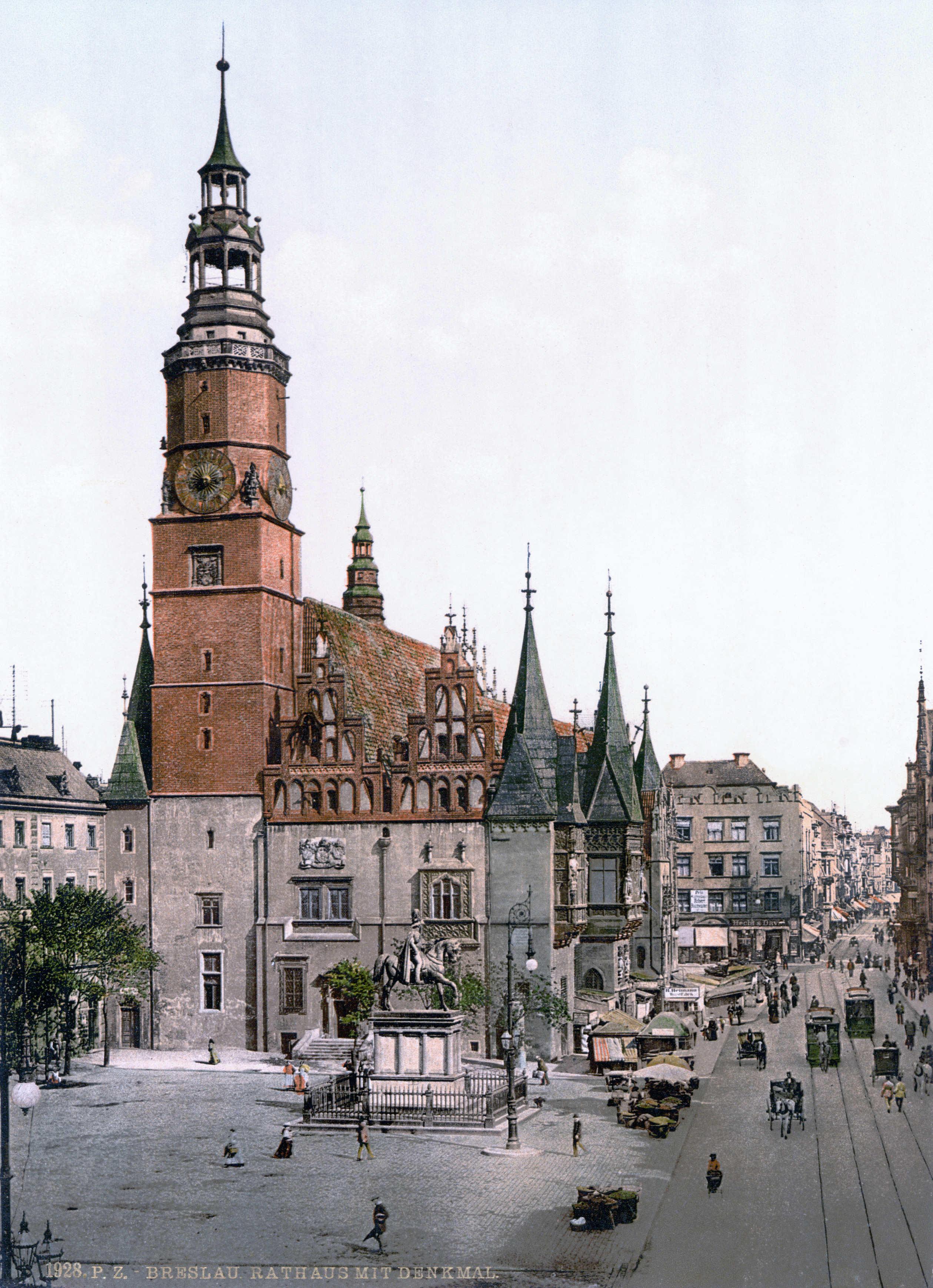
1900 körül
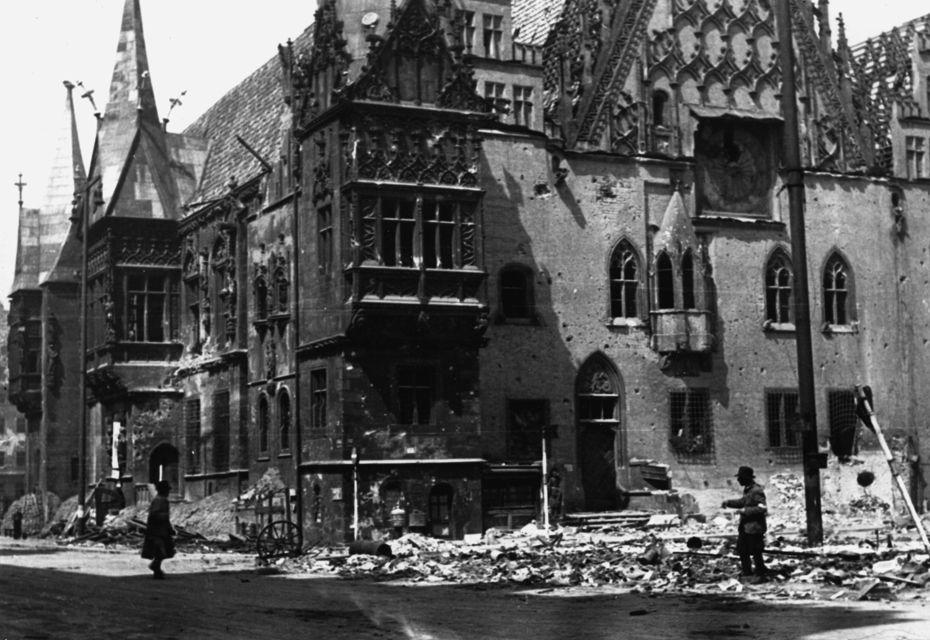
A második világháborús károk 1945-ben
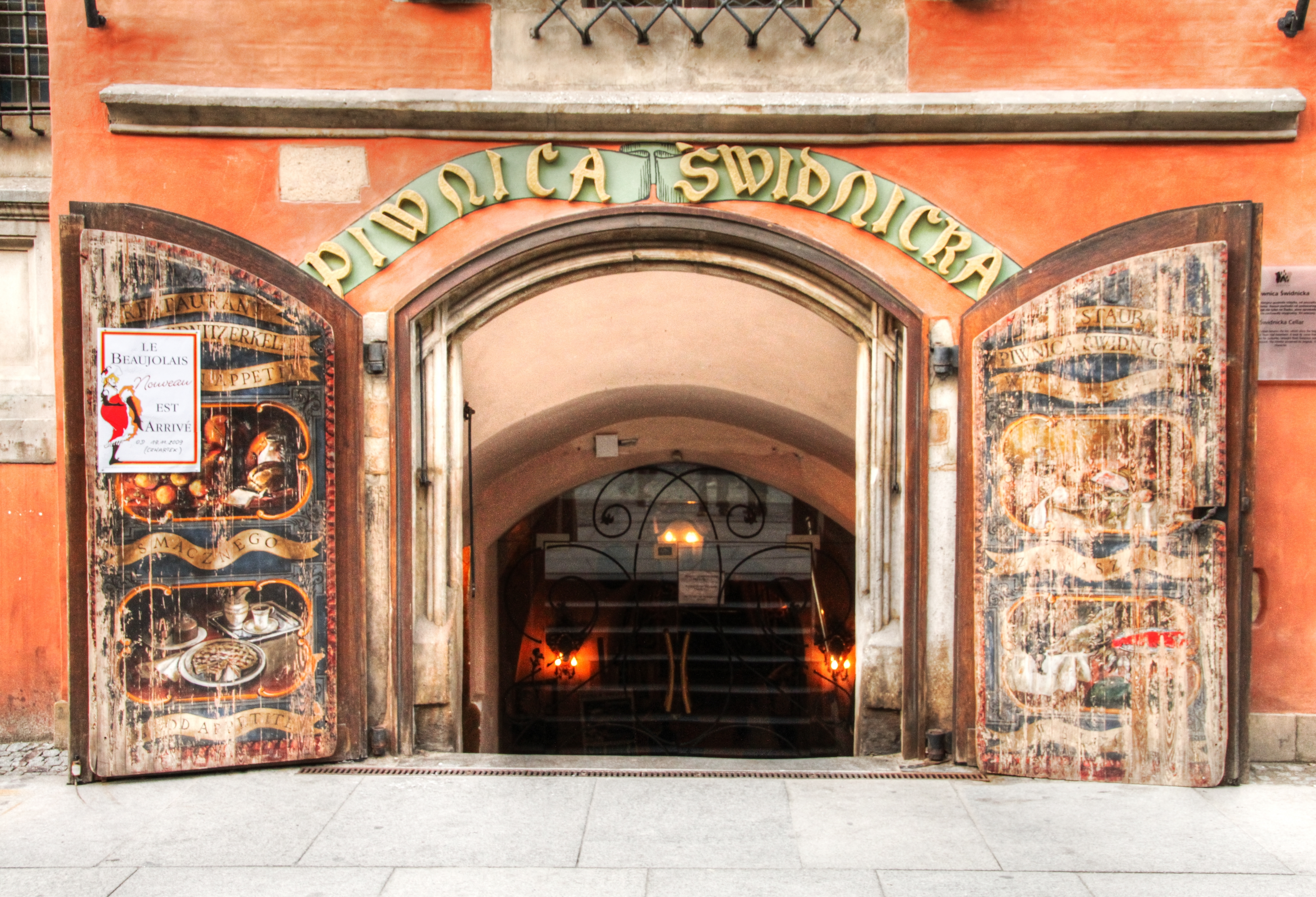
A Piwnica Świdnicka étterem és söröző bejárata
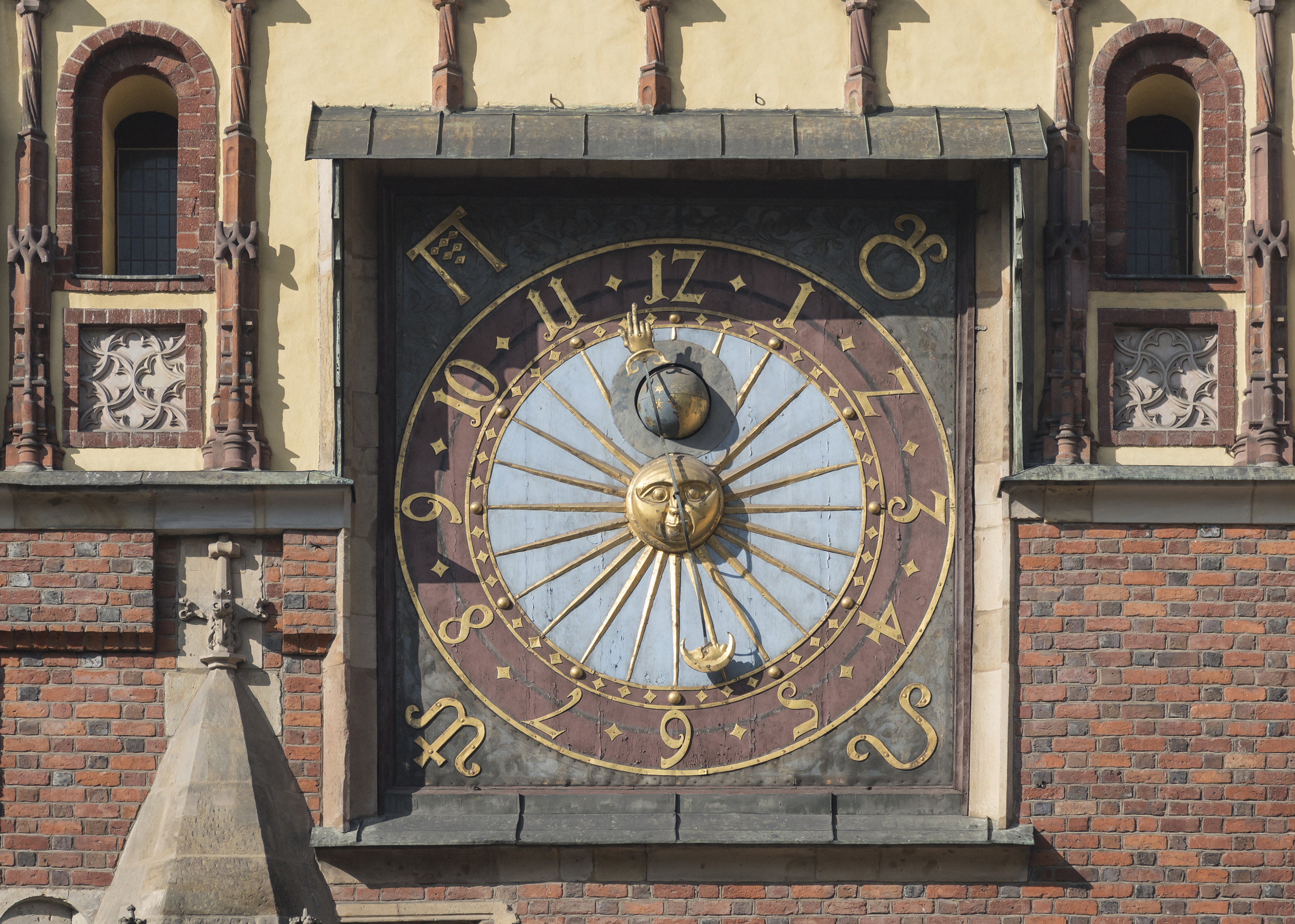
A toronyóra
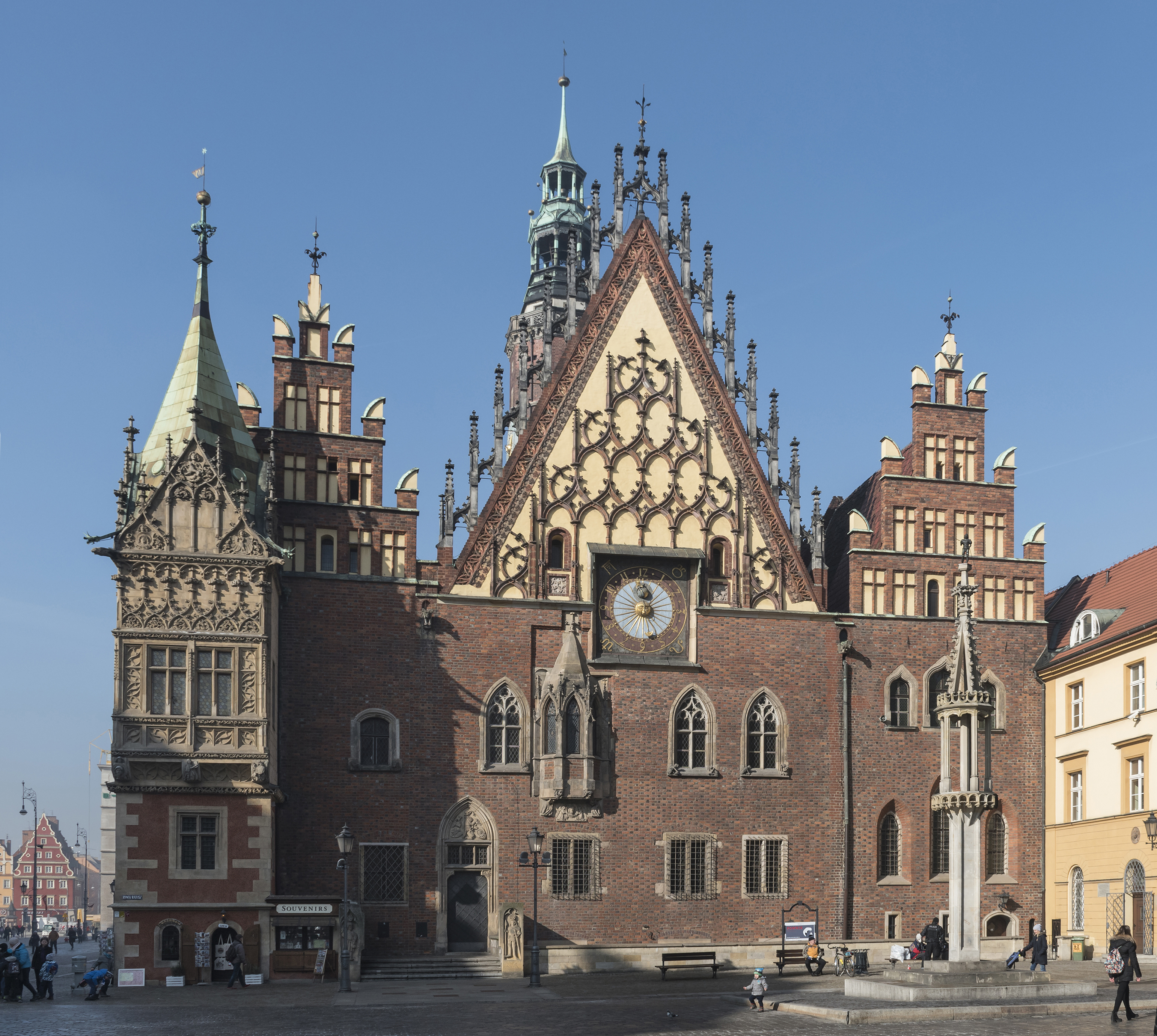
A keleti főhomlokzat
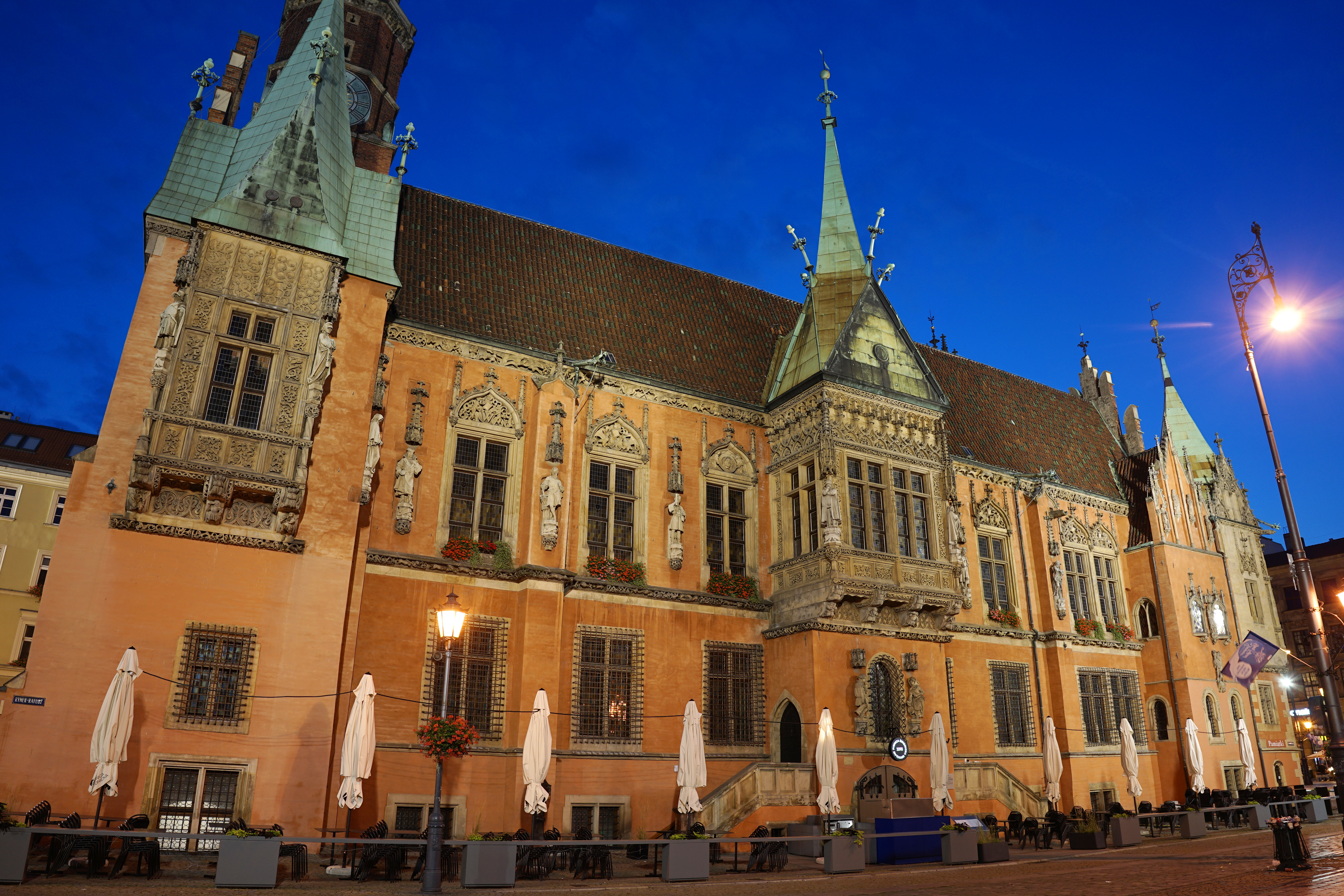
A déli homlokzat
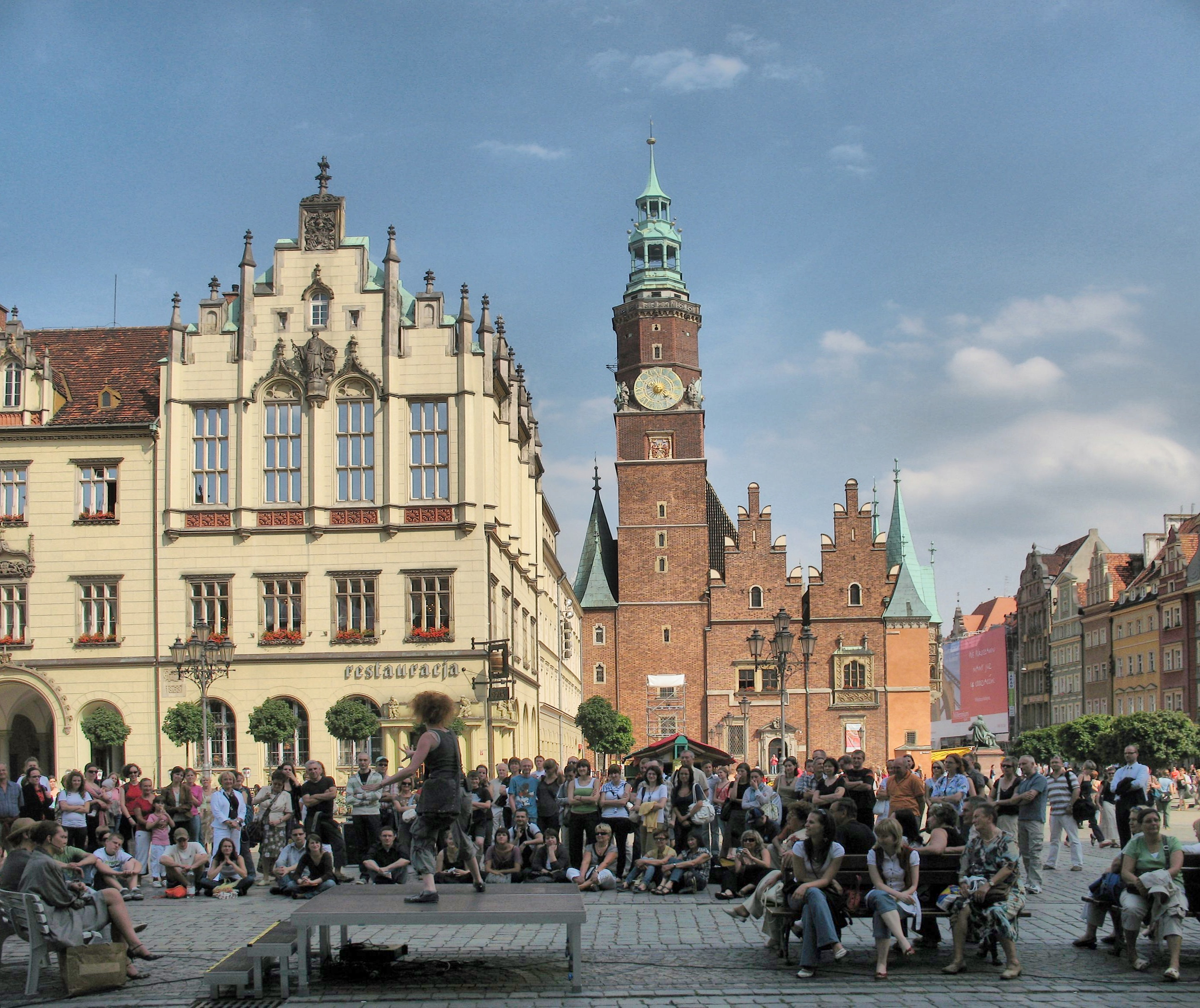
A nyugati homlokzat. A balra lévő sárga épület az Új városháza
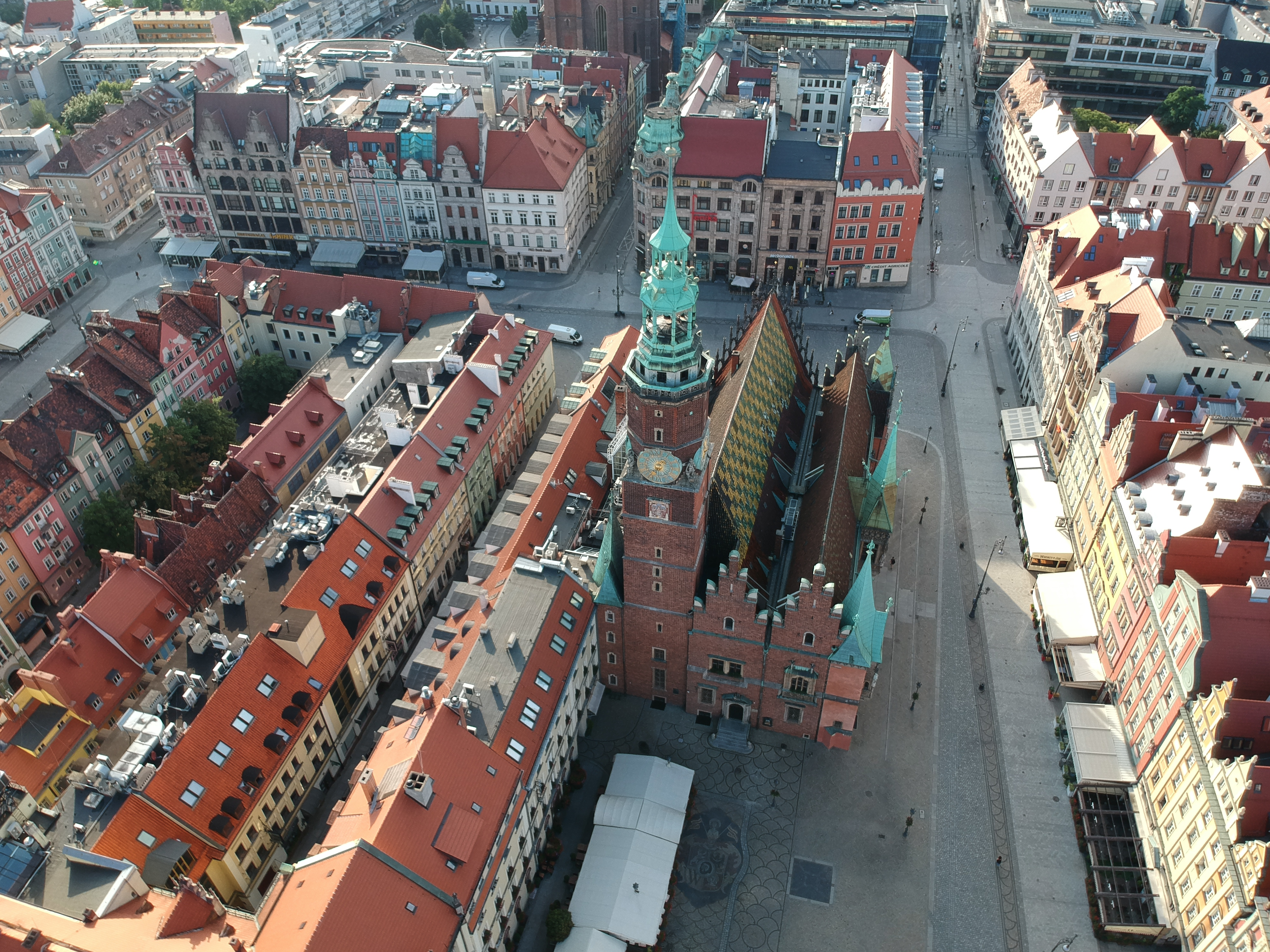
Légi felvételen a Piactér déli felével
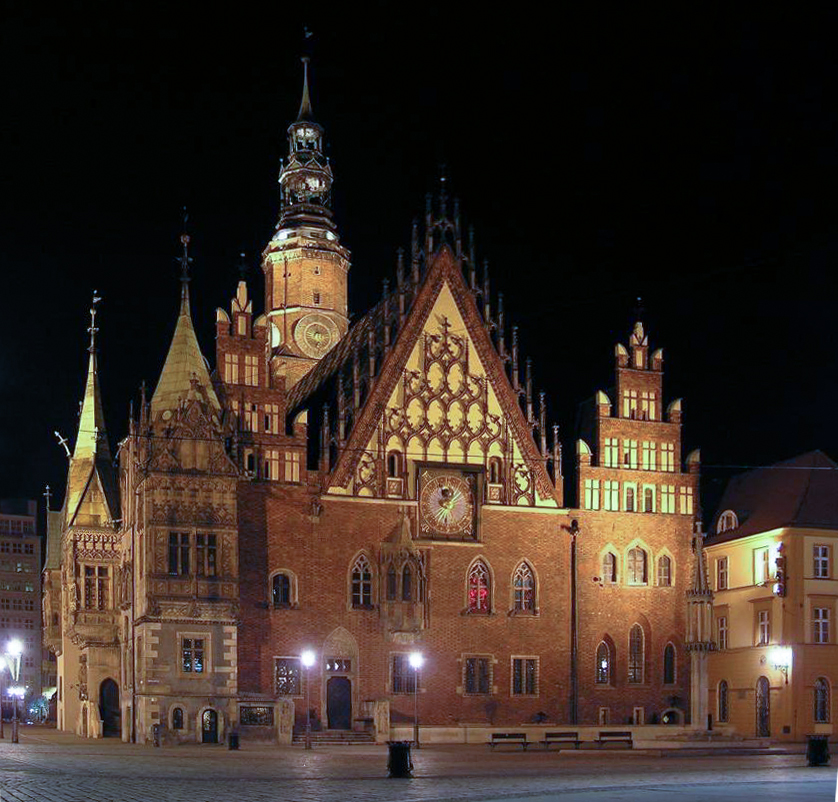
Éjszakai díszkivilágításban
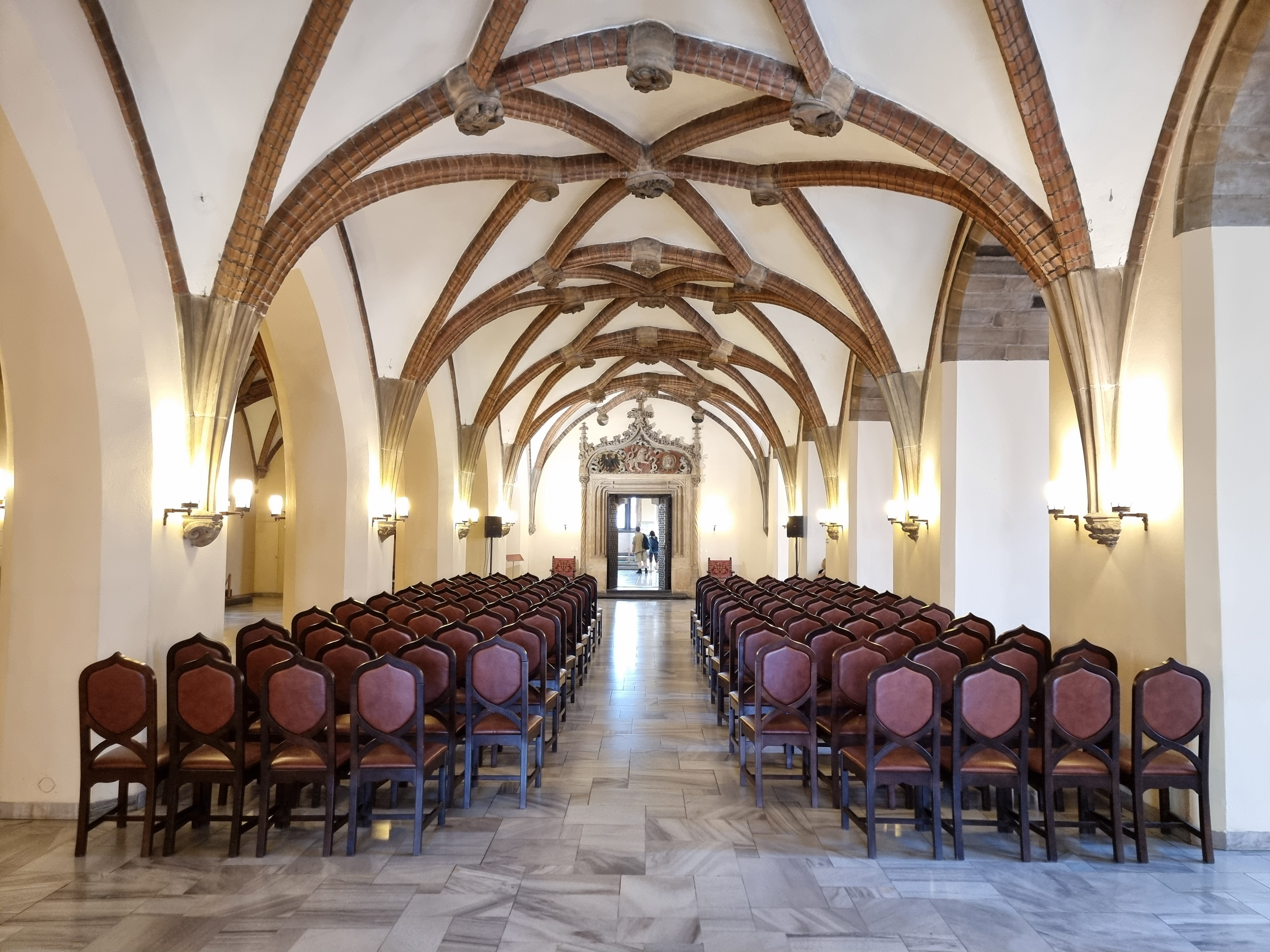
A Fürstensaal terem
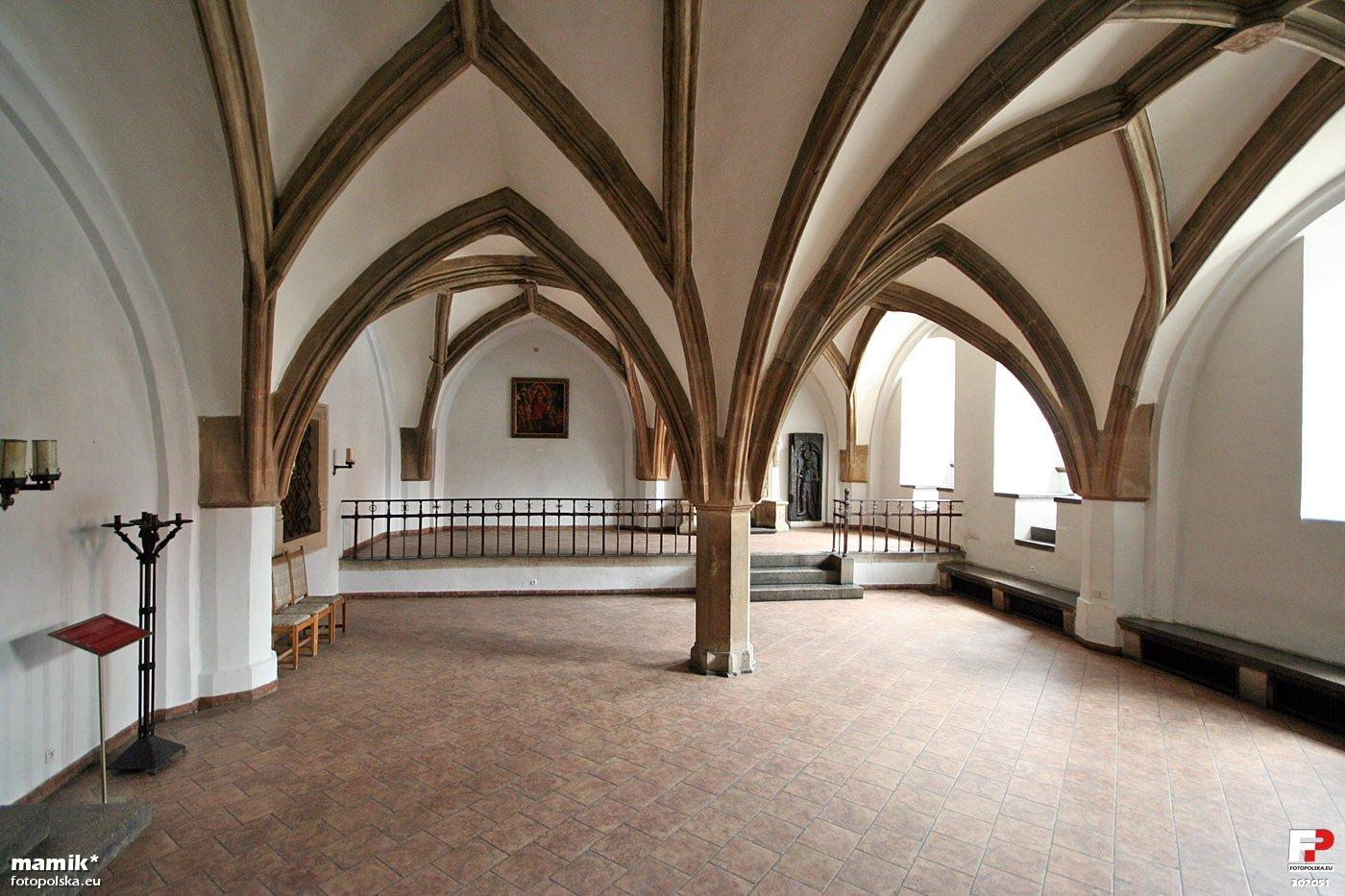
A tanácsterem
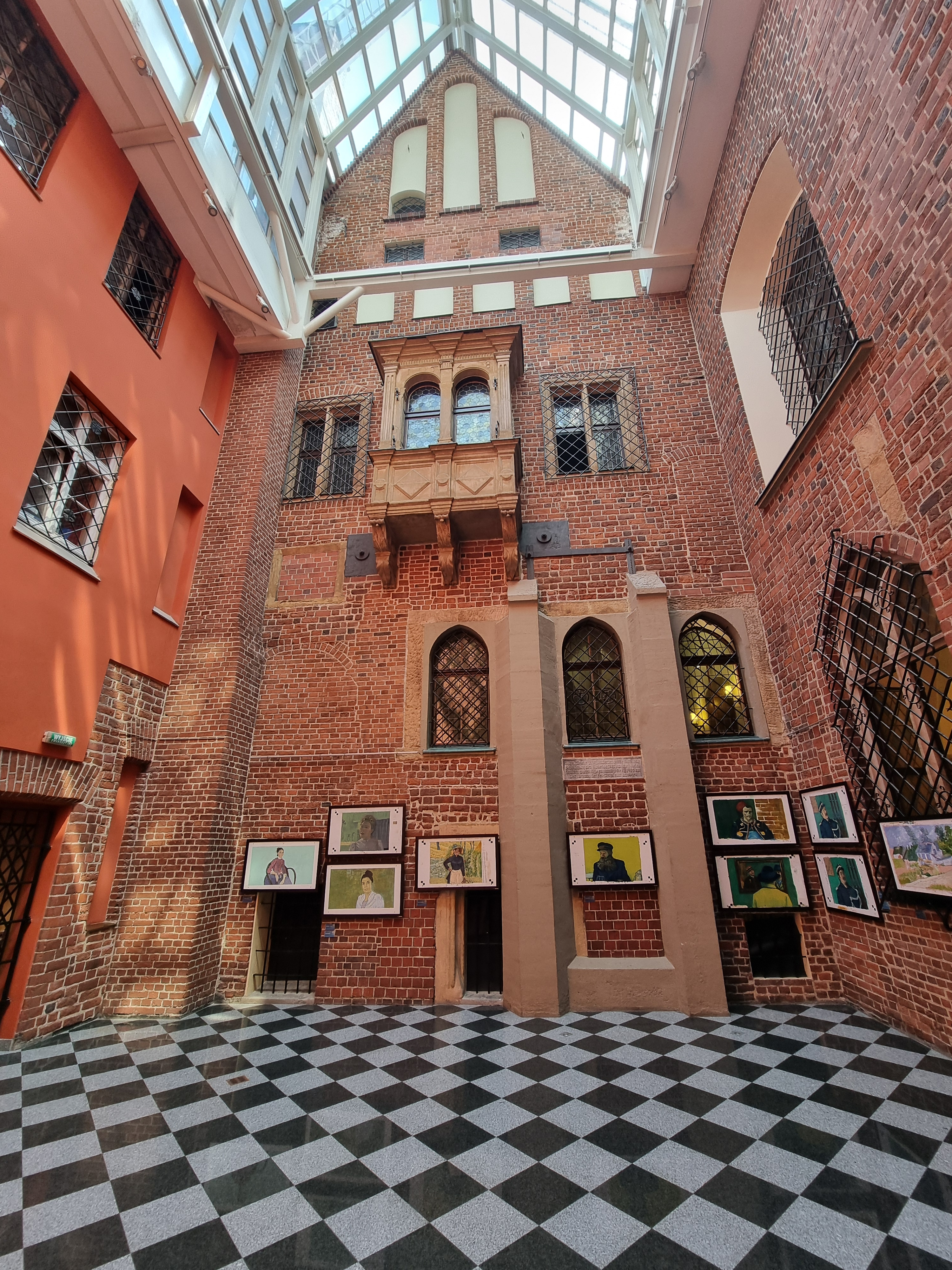
A fedett belső udvar

## Fordítás
- Ez a szócikk részben vagy egészben  a   Rathaus_(Breslau) című német Wikipédia-szócikk ezen változatának fordításán alapul.  Az eredeti cikk szerkesztőit annak laptörténete sorolja fel. Ez a jelzés csupán a megfogalmazás eredetét és a szerzői jogokat jelzi, nem szolgál a cikkben szereplő információk forrásmegjelöléseként.
- Ez a szócikk részben vagy egészben  a   Ratusz we Wrocławiu című lengyel Wikipédia-szócikk ezen változatának fordításán alapul.  Az eredeti cikk szerkesztőit annak laptörténete sorolja fel. Ez a jelzés csupán a megfogalmazás eredetét és a szerzői jogokat jelzi, nem szolgál a cikkben szereplő információk forrásmegjelöléseként.